# Alex Reichmuth
Alex Reichmuth (* 2. Februar 1968 in Basel) ist ein Schweizer Journalist.

## Leben
Nach der Matura studierte er an der Universität Basel Mathematik und Physik. Anschliessend absolvierte er einen Nachdiplom-Studiengang in Wirtschaftswissenschaften. Danach unterrichtete er an verschiedenen Gymnasien. Ab 1998 arbeitete er als Redaktor bei der Basellandschaftlichen Zeitung, von 1999 bis 2009 beim Schweizer Radio DRS. Dort war er zuständig für die DRS 1-Sendungen Regionaljournal Basel, Espresso, Treffpunkt und Doppelpunkt.
Von 2009 bis 2010 war Reichmuth Wirtschaftsredaktor der Tagesschau des Schweizer Fernsehens. Ab 2010 arbeitete er als Redaktor der Weltwoche, ab November 2017 bei der Basler Zeitung. Seit 2021 gehört er zur Online-Redaktion des Nebelspalters, zuständig für die Klima- und Energiepolitik.
In der ARD-Talkshow Maischberger vom 11. Oktober 2017 bezeichnete er sich als Leugner des Klimawandels.

## Veröffentlichungen
- Verdreht und hochgespielt. Wie Umwelt- und Gesundheitsgefahren instrumentalisiert werden.  Mit einem Vorwort von Katja Gentinetta. Mit einem Essay von Kurt Imhof. Verlag Neue Zürcher Zeitung, Zürich 2008, ISBN 978-3-03823-410-4.
  - Markus Hofmann: Warnung vor den Apokalyptikern, Rezension in der Neuen Zürcher Zeitung, 9. Juni 2008.
- Immer wieder Weltuntergang. Ökoszenarien hinterfragt. Lit, Berlin/Münster 2010, ISBN 978-3-643-80075-6.